# Queso magro
Queso Magro es una murga uruguaya fundada en 1999. Ese mismo año realizan sus primeras actuaciones en el marco del encuentro "Murga joven" en el que consiguen el primer premio en el año 2001, 2002 y 2003, en el cual participan hasta el 2004. Al año siguiente ingresan al concurso oficial de agrupaciones carnavaleras. La dirección escénica en 2020 de la murga es desempeñada por Pablo Vidal.

## Historia
La murga se crea en 1999, a partir de un grupo de amigos provenientes de la Asociación Cultural Israelita Jaime Zhitlovsky. Ese año participan de la segunda edición del "Encuentro de Murga Joven" en el que acceden a la ronda final, lo que les permite actuar en el Teatro de verano. En años sucesivos repiten su actuación en "Murga Joven", logrando dos primeros premios y varias menciones.
Acceden al concurso oficial del Carnaval mayor en 2005, al año siguiente editan su primer disco "2mil6" que contiene íntegra la actuación de ese año. Su segunda placa, titulada "Hasta acá llegó mi amor" es producto de la grabación en vivo de su actuación en el carnaval del año 2007.
En 2008 editan "2mil8 (viñetas)" y en 2009 "2mil9" de forma independiente.
En 2012 presentan "Queso magro de Nuevo" en el cual editan un CD y obtienen su mejor posición hasta el momento, logrando el quinto puesto en el concurso oficial y obteniendo la mención a mejor cuplé "Nuevo Uruguayo".
Al año siguiente, presentan "Minorías" aunque no lograron acceder a la liguilla.
En 2016, la murga volvió al concurso presentando el espectáculo "Incomodidades" en el cual se destacaron los cuplés de la incomodidad y "Los Baldes" así como el regreso de "Los Lacteos". En esta instancia la murga vuelve a quedar fuera de la liguilla lo que los lleva a no concursar el año siguiente.
En 2017, la murga presentó una propuesta diferente realizando su primer espectáculo fuera de concurso con "Queso magro para Niños" el cual se presentaron en las vacaciones de julio en la sala Nelly Goitiño del Auditorio del Sodre. El cuplé más destacado fue el de los piojos. Entre otras novedades, la murga contó con la dirección artística de Jorge Esmoris, reconocido actor y murguista, fundador de la "Antimurga BCG".
En 2019 volvió al concurso oficial de Carnaval obteniendo el puesto 13 y en 2020 presentó el espectáculo Es carnaval, ocupando el séptimo puesto del concurso y logrando distintas menciones: Revelación (Ignacio Salgado), mejor puesta en escena de murga y figura de murga (Nicolás Hugo), estando nominados a mejor letra de murga, mejor canción final de murga y mejor cuplé (Cuplé con cupletero). Tras la suspensión del carnaval 2021, la murga presenta un cuplé (Adiós Carnaval) por este hecho y para el 2022 su espectáculo "Acartonado" con el que logran la sexta posición y variadas menciones: A la propuesta creativa de vestuario, mejor cuplé (Homenaje a Graciela Bianchi) y Figura máxima del carnaval a través de Jimena Márquez, quien personifica a la senadora en el homenaje. El 2023 lo tiene participando del carnaval con su espectáculo "Simplemente Queso Magro".

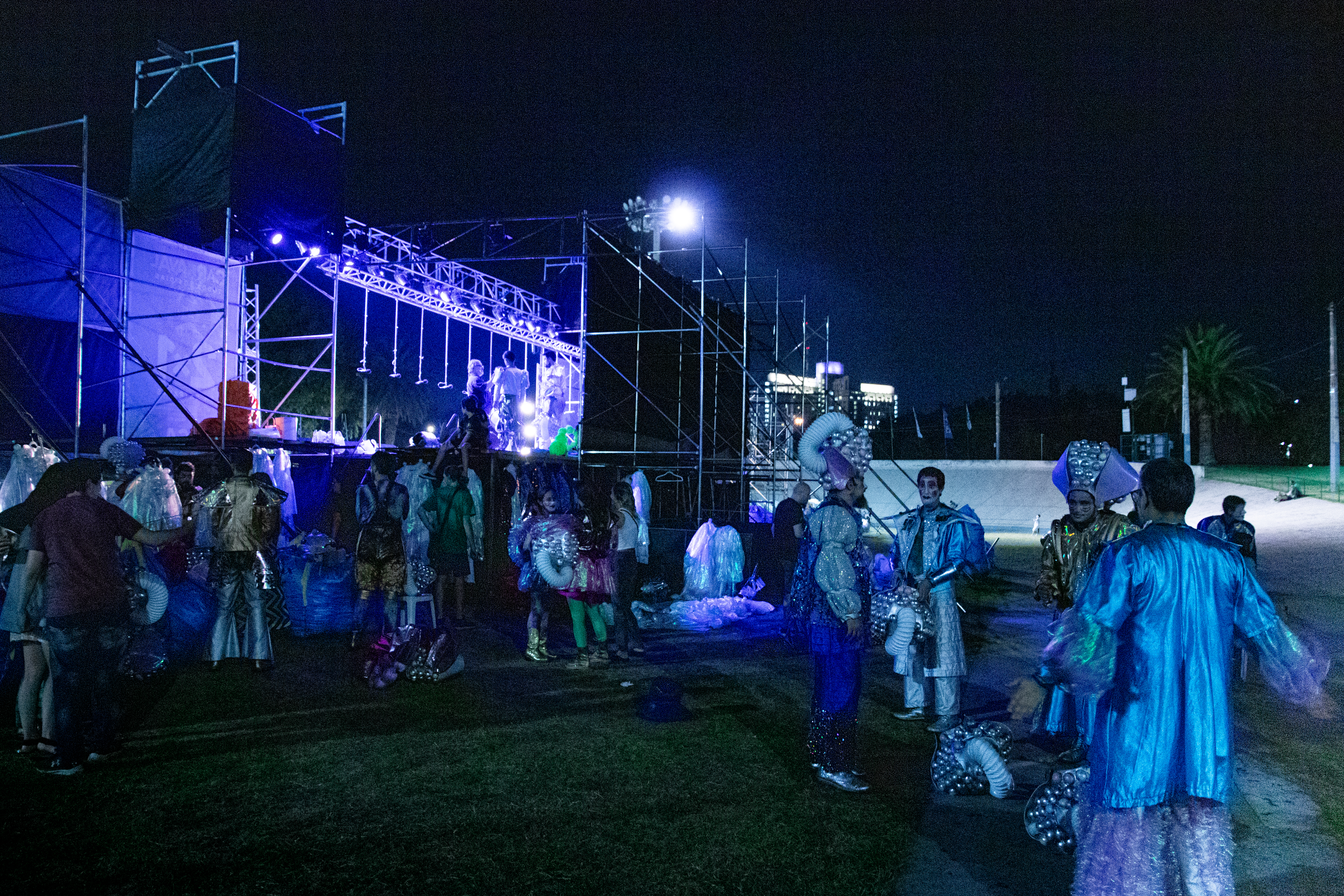
Detrás de escena antes de actuar en el Velódromo Municipal
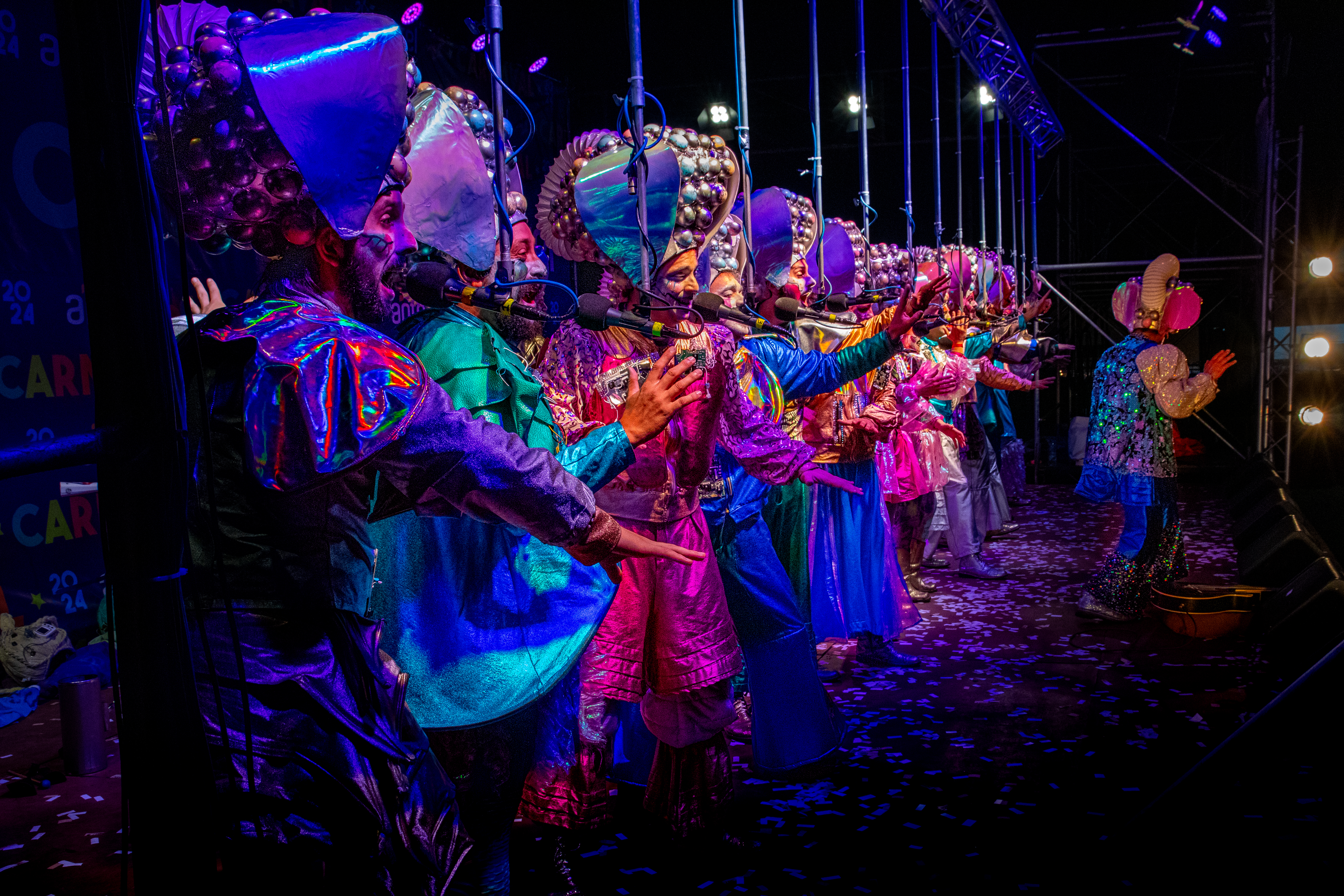
Queso Magro en escena en el Velódromo Municipal
Pablo Vidal, director escénico de Queso Magro
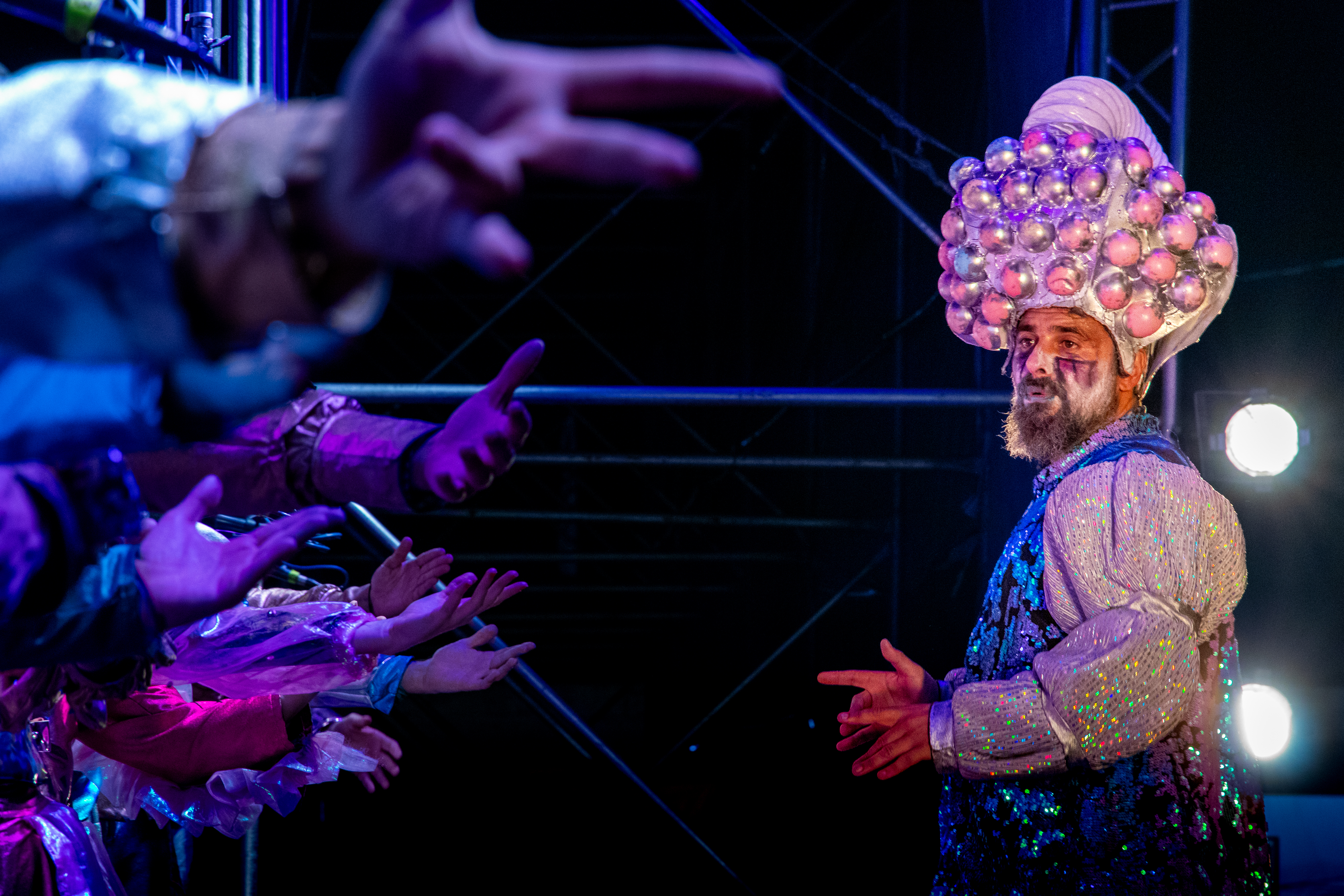
Pablo Vidal, director escénico de Queso Magro
Queso Magro en el Velódromo Municipal, Carnaval 2024
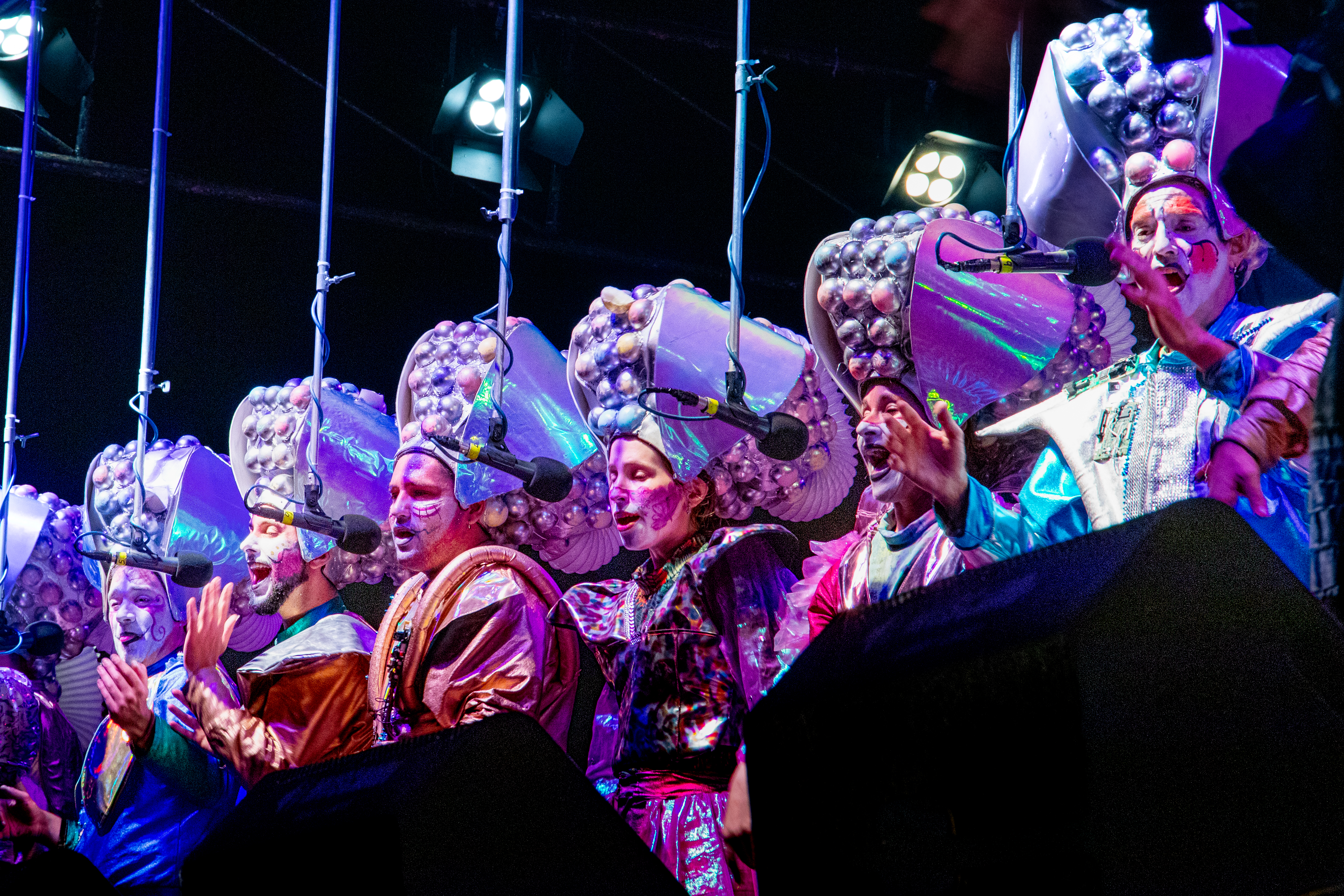
Queso Magro en el Velódromo Municipal, Carnaval 2024

## Posiciones
Posiciones obtenidas en el concurso oficial desde su ingreso en el año 2005:
| 2005 | 2006 | 2007 | 2008 | 2009 | 2010 | 2011 | 2012 | 2013 | 2014 | 2015 | 2016 | 2017 | 2018 | 2019 | 2020 | 2021 | 2022 | 2023 | 2024 | 2025 |
| ---- | ---- | ---- | ---- | ---- | ---- | ---- | ---- | ---- | ---- | ---- | ---- | ---- | ---- | ---- | ---- | ---- | ---- | ---- | ---- | ---- |
| 14º  | 6º   | 13º  | 8º   | 8º   | 12º  | -    | 5°   | 13°  | -    | -    | 12°  | -    | -    | 13°  | 7°   | -    | 6º   | 10º  | 4º   | 4°   |

     No accedió a la liguilla.
     No participó.
     No se realizó el concurso oficial de carnaval debido a la pandemia de COVID-19.

## Discografía
| Año  | Nombre                         | Discográfica           |
| ---- | ------------------------------ | ---------------------- |
| 2005 | 2mil5                          | Independiente          |
| 2007 | 2mil6 (Espectáculo 2006)       | Independiente          |
| 2007 | 2mil7: Hasta acá llegó mi amor | Bizarro Records        |
| 2008 | 2mil8: Viñetas                 | Bizarro Records        |
| 2009 | 2mil9: Los grupos de poder     | Independiente          |
| 2012 | 2mil12: De nuevo               | Montevideo Music Group |
| 2013 | 2mil13: Las minorías           | Montevideo Music Group |